# 卵形密光鳃鱼
'卵形密光鳃鱼（学名：Pycnochromis ovatiformis），又稱卵形光鰓雀鯛，为輻鰭魚綱雀鲷科光鳃鱼属的鱼类，俗名卵圆光鳃雀鲷。分布于西太平洋海域以及台湾南部等，深度10至40公尺，體長可達10公分，一般生活于较深大礁峭壁斜坡处，繁殖期時，成對出現，雄魚會守護魚卵直到卵孵化為止，可做為觀賞魚。该物种的模式产地在琉球群岛。